# François de France (1555-1584)
Pour les articles homonymes, voir François de France.
Titre
Héritier présomptif du trône de France
30 mai 1574 – 10 juin 1584
(10 ans et 11 jours)
François de France, né au château de Fontainebleau le 18 mars 1555 et mort à Château-Thierry le 10 juin 1584, est le dernier fils d'Henri II et de Catherine de Médicis. Titré duc d'Alençon, d'Anjou, de Touraine, de Brabant et de Château-Thierry, il est aussi connu comme François d'Alençon ou François d'Anjou, d'après ses titre d'apanages.
À la tête du parti des Malcontents, François joue un rôle politique important dans la France des années 1570. Il provoque des troubles à la cour de son frère Henri III et participe aux sixième et septième guerres de religion.
Dans le cadre de la guerre des Pays-Bas contre Philippe II, roi d'Espagne, il est appelé en 1580 à devenir leur nouveau souverain, mais cette opération aboutit à un échec (1583). Il est aussi prétendant de la reine Élisabeth Ire d'Angleterre de 1572 à sa mort, mais le mariage ne se réalise pas.
Il meurt prématurément en 1584, de la tuberculose. Sa mort a une conséquence majeure : le roi Henri III n'ayant pas d'enfant, c'est Henri de Navarre, chef du parti protestant, qui devient l'héritier présomptif de la couronne de France. Cette situation provoque une radicalisation du camp catholique sous la forme de la Ligue, origine de la huitième guerre de religion (1585-1598),, marquée par l'assassinat du duc de Guise (1588), l'assassinat d'Henri III (1589) et l'avènement du roi de Navarre, sous le nom d'Henri IV.

## Biographie

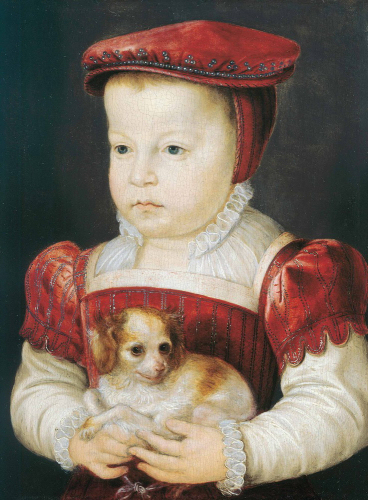
Portrait de François, enfant, vers 1561.

### Enfance et formation
Chétif de naissance, François est pourtant baptisé Hercule et a pour parrains le cardinal Louis de Lorraine et le connétable de France Anne de Montmorency, et pour marraine la duchesse de Guise, Anne d'Este.
En 1565, il reçoit le prénom de François, aux côtés de son frère Henri, baptisé « Alexandre-Edouard », à l'occasion de leur confirmation, au cours du tour de France royal de 1564-1566.
Dans son enfance, François est gravement touché par la variole (dite « petite vérole ») et son visage en restera durement marqué : Henri de La Tour d'Auvergne note que la petite vérole « le changea du tout au tout l’ayant rendu méconnaissable, le visage lui ayant demeuré tout creusé, le nez grossi avec difformité, les yeux rapetissés et rouges, de sorte que d'agréable et beau qu'il étoit, il devint l’un des plus laids hommes qui se voyoient et son esprit n'étoit plus si relevé qu'auparavant ».
François est un prince revêche et taciturne, mais ambitieux. Dernier né de la famille royale, il est jaloux des égards dont bénéficie Henri, alors duc d'Anjou, futur Henri III, à l'ombre duquel il grandit.
Tout l'oppose à son frère : la physionomie, l'allure et le caractère.
François ne reçoit pas de sa mère, Catherine de Médicis, autant de responsabilités que le duc d'Anjou. Chargé en 1569 du gouvernement de la ville de Paris en l'absence du roi (Charles IX), mais la reine-mère ne lui faisant guère confiance, il en conçoit du dépit.

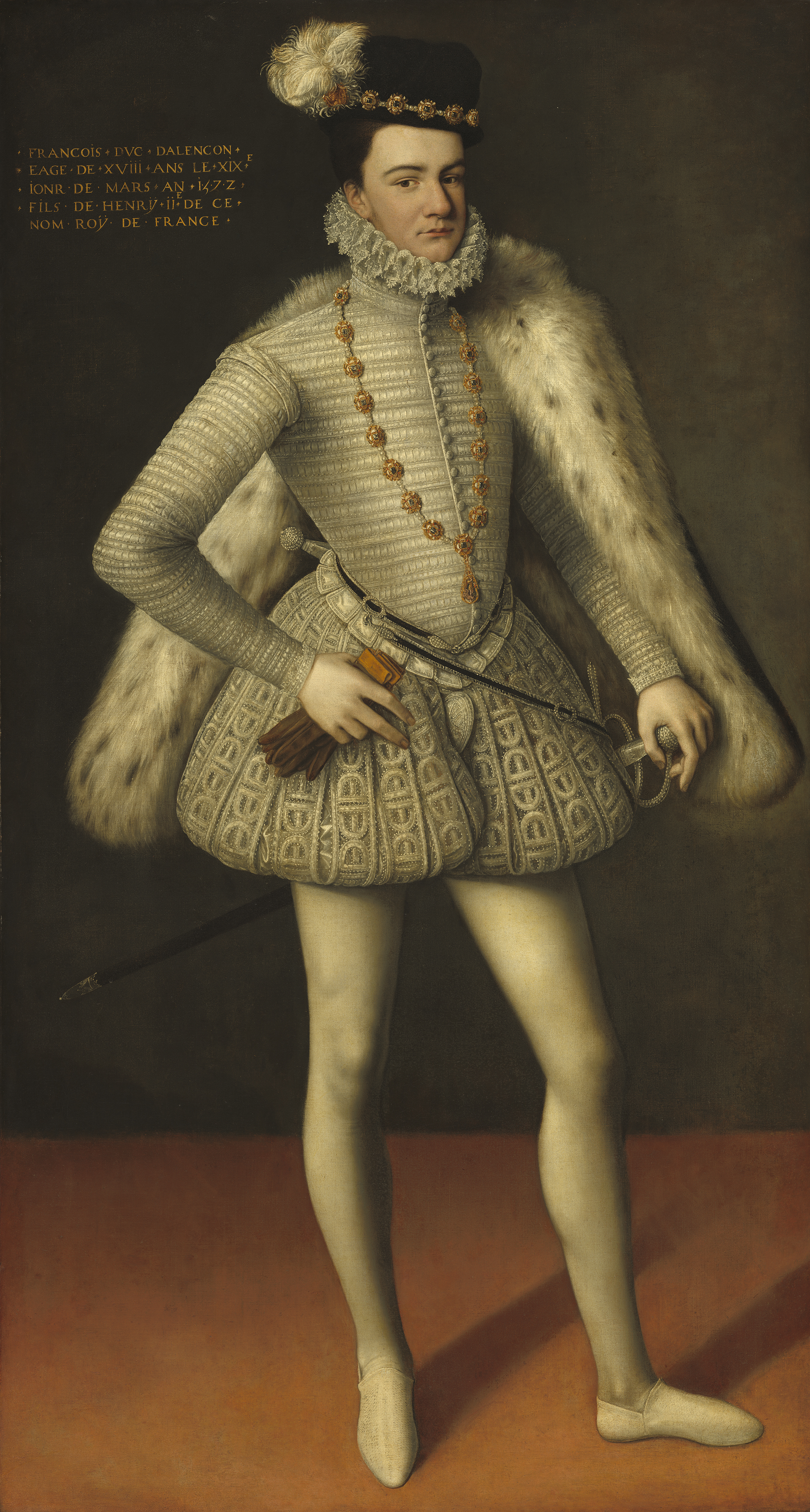
Portrait anonyme du prince Hercule-François, duc d’Alençon anciennement attribué à François Clouet.

Comme son frère Henri, il s'entoure de « mignons », dont le plus connu est Louis de Bussy d'Amboise, mais contrairement au roi, il n'est pas fidèle en amitié et se montre disposé à trahir certains d'entre eux si le besoin s'en fait sentir.
En 1571, l'échec des négociations pour marier le duc d'Anjou avec Élisabeth Ire pousse Catherine de Médicis à proposer son autre fils, François, bien que celui-ci, âgé de 16 ans, soit de 22 ans le cadet de la reine d'Angleterre. C'est à cette époque que commence la carrière politique de François.

### Le «Malcontent»
Après le massacre de la Saint-Barthélemy en 1572, François devient le point de ralliement de ceux qui, à la cour, s'opposent au renforcement de l'autorité royale. Il prend peu à peu conscience du rôle qu’il peut jouer dans la politique du royaume.
Lors du siège de la Rochelle de 1573, âgé de 18 ans, il marque son opposition au duc d'Anjou (22 ans), qui conduit le siège, et se lie d'amitié avec son beau-frère, le roi Henri de Navarre, depuis 1572 converti au catholicisme (lors de la Saint-Barthélémy) et époux de Marguerite de Valois (« la reine Margot »), âgée de 21 ans. On observe en effet au cours de ce siège un rassemblement autour du jeune duc d'Alençon (depuis 1566) de nobles catholiques ou réformés modérés : ce sont les prodromes du mouvement des « Malcontents ».
Après le départ du duc d'Anjou pour la Pologne, dont il a été élu roi, François espère succéder sur le trône de France à Charles IX (23 ans), dont la santé se détériore rapidement et qui n'a eu qu'une fille de son mariage avec Élisabeth d'Autriche.
Début 1574, grâce à l'influence de François de Montmorency, il est nommé chef du Conseil du roi, garde du sceau privé, et commandant des armées. Avec Henri de Navarre, il lance la conjuration des Malcontents, un complot destiné à l'imposer comme successeur à la place du duc d'Anjou. Catherine de Médicis parvient à déjouer la conspiration et François est arrêté. Henri, devenu roi en 1574 (il quitte rapidement la Pologne après la mort de Charles IX), lui pardonne, mais le maintient sous surveillance à la cour.

### Le frère rebelle
En 1575, François continue d'être à la cour le chef du parti d'opposition. Il ressent fortement les brimades et les moqueries dont il est l'objet de la part des mignons de son frère. Catherine de Médicis tente de calmer le jeu, mais en vain. Un soir de bal, François est directement insulté et prend alors la résolution de s'enfuir. Il s'évade du Louvre dans des conditions aventureuses et quitte Paris.
Sa fuite crée la stupeur. Les mécontents de la politique royale et les protestants s'unissent derrière lui. En septembre, il est rejoint par le roi de Navarre qui est à son tour parvenu à s'enfuir.
La guerre qui se déroule alors est avantageuse pour François : Henri III doit accepter de négocier et, le 6 mai 1576, est promulgué l'édit de Beaulieu, surnommé « la paix de Monsieur » (titre du frère le plus âgé du roi).
Cet édit établit la liberté de culte pour les protestants dans tout le royaume de France. Dans chaque parlement provincial sont créées des « chambres mi-parties » (mixtes religieusement). Les victimes du massacre de la Saint-Barthélemy sont réhabilitées.
François reçoit le duché d'Anjou et celui de Touraine en apanage, ainsi qu'une indemnité extraordinaire. Il se réconcilie avec le roi et reprend triomphalement sa place à la cour avec le titre de « Monsieur ».

### Les négociations avec les Pays-Bas (1576-1580)
Depuis 1568, les Pays-Bas sont soulevés contre leur souverain, Philippe II, aussi roi d'Espagne, sous la direction de Guillaume d'Orange, stathouder de Hollande. À la fin des années 1570, les États généraux des provinces néerlandaises insurgées cherchent un nouveau prince (l'idée d'établir une république n'est pas encore très forte).
Les premières approches ont lieu dès 1576 (Guillaume d'Orange et le comte Philippe de Lalaing, grand bailli du Hainaut), puis s'interrompent lorsque le gouvernorat général est offert à Mathias de Habsbourg (frère de l'empereur Rodolphe II) en 1577. La défaite de Gembloux (31 janvier 1578) amène la reprise des pourparlers avec François. L'intérêt pour les insurgés est de s'assurer l'alliance avec la France, ennemi traditionnel de l'Espagne à cette époque, et avec l'Angleterre (si le mariage anglais se réalise).
Cela constitue pour Philippe II un casus belli avec la France. Pour éviter cela, le pape met son autorité en jeu en envoyant à Paris Fabio Mirto Frangipani, archevêque de Nazareth. Celui-ci arrive à Paris le 3 juillet. François quitte Alençon le 7 juillet, mais part vers le Hainaut : il est à Mons le 11 juillet 1578 et publie un manifeste de soutien aux insurgés. Frangipani se joint alors aux représentants de Venise et de la Savoie et part à son tour pour Mons. Les discussions avec François n'aboutissent pas : il maintient sa position favorable aux Néerlandais, en présence de représentants des États généraux.
La rupture des insurgés avec Philippe II s'accentue en 1579, lorsque le camp néerlandais se sépare entre l'union d'Arras (Artois et Hainaut) et l'union d'Utrecht. Les négociations avec François d'Anjou aboutissent le 29 septembre 1580 à la signature par les représentants des provinces de l'union d'Utrecht (à l'exception de la Hollande et de la Zélande) du traité de Plessis-lès-Tours. Le duc d'Anjou aura le titre de « protecteur de la liberté des Pays-Bas ». Le traité définit assez précisément ses pouvoirs, qui seront limités, car les États généraux et provinciaux en conserveront l'essentiel.
Le 26 juillet 1581, est proclamée la déchéance de Philippe II de tous ses droits sur les Pays-Bas (acte de La Haye).

### Les négociations avec l'Angleterre (1581-1582)
En 1581, par ailleurs, les négociations continuent en vue du mariage de François avec Élisabeth Ire d'Angleterre. Il a alors vingt-six ans et elle, quarante-sept.
Leur rencontre est de bon augure (Élisabeth le surnomme affectueusement « le prince grenouille »), mais nul ne sait ce qu'elle pense réellement. Le peuple anglais est plutôt opposé à ce mariage avec un prince français et catholique.
Les négociations échouent finalement en février 1582, mais François obtient un dédommagement qui laisse son honneur intact.

### Le prince des Pays-Bas (1582-1584)
François part alors pour les Pays-Bas où il est officiellement intronisé. Il est notamment fait duc de Brabant, remplaçant là aussi Philippe II. Le 19 février 1582, il fait sa « Joyeuse entrée » à Anvers, grande ville du duché de Brabant hors du contrôle des Espagnols. Il est ensuite couronné duc de Brabant dans la cathédrale d'Anvers.

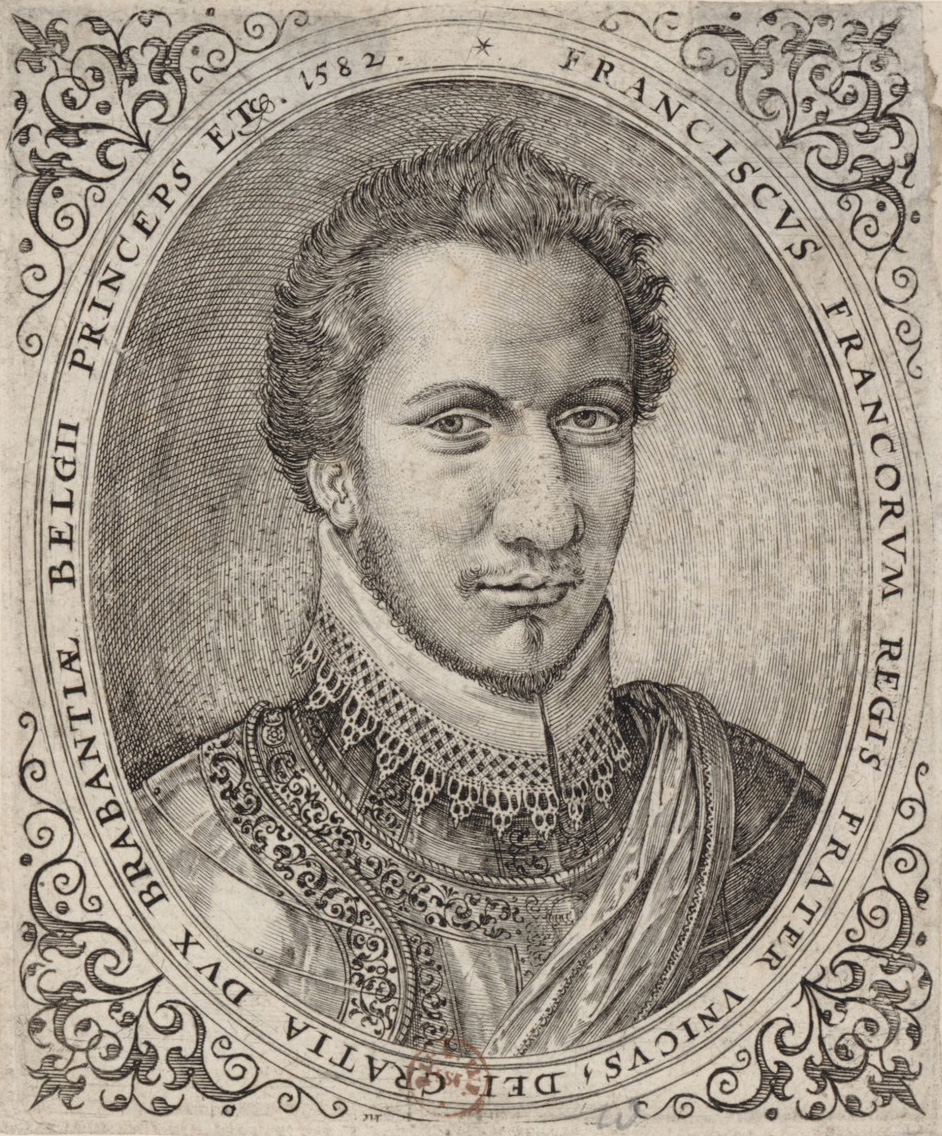
François, duc de Brabant, représenté avec ses cicatrices consécutives à la variole. Estampe de Jean Rabel, Paris, BnF, département des estampes, vers 1582-1584.
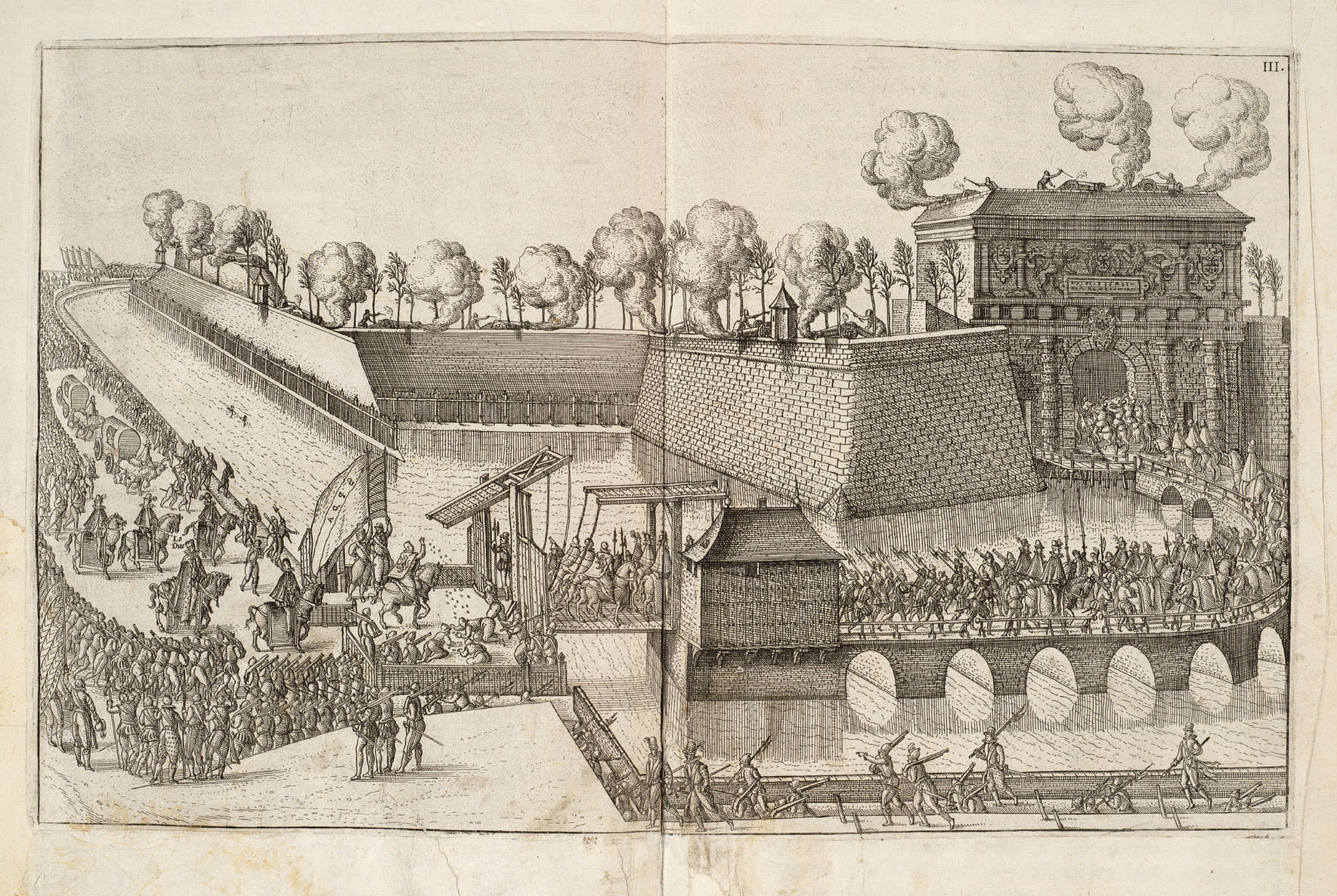
Entrée de François, duc d’Anjou, avec ses troupes, à Anvers, au son du canon, en 1582.
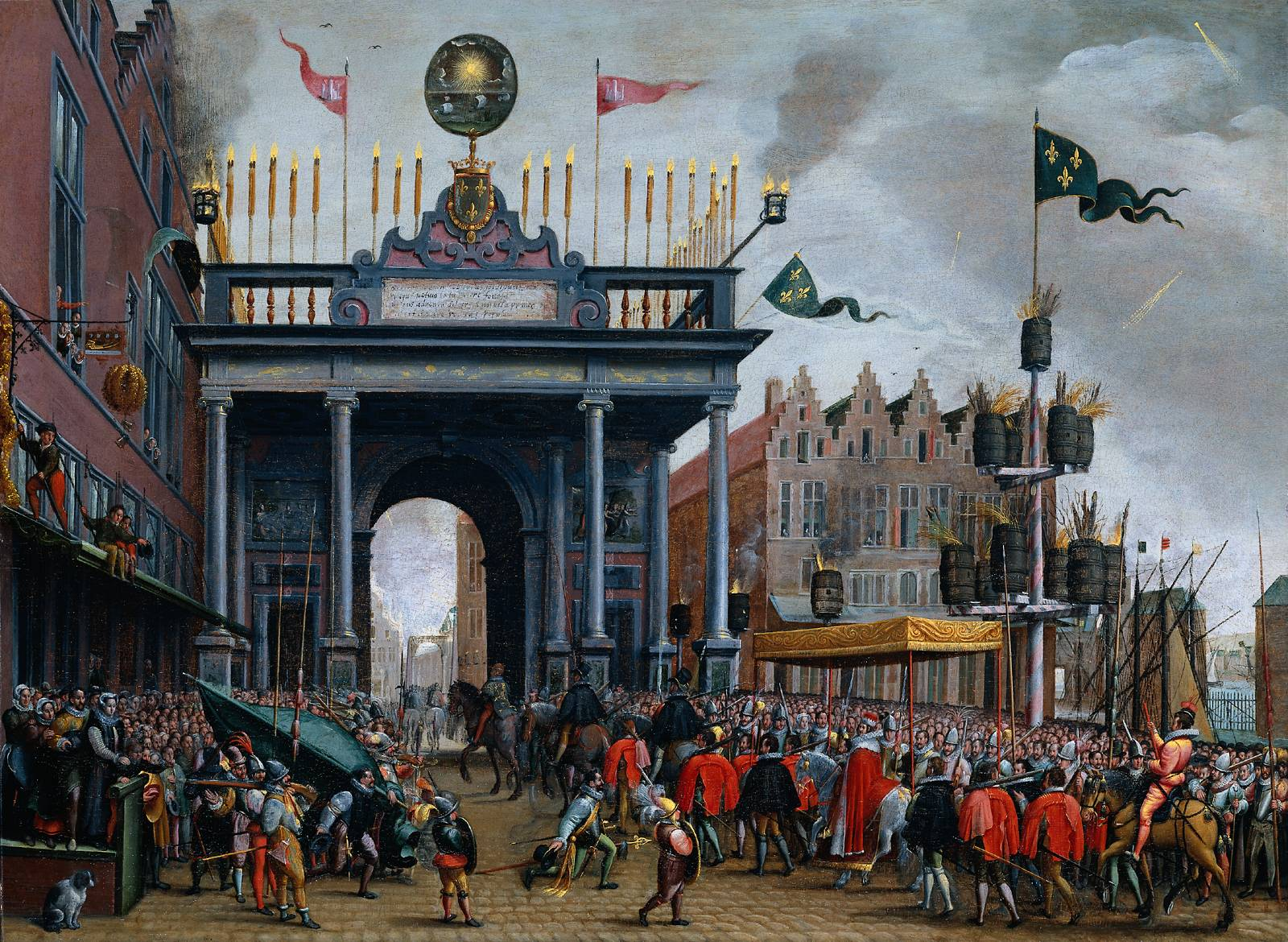
La joyeuse entrée de François à Anvers (Rijksmuseum Amsterdam).
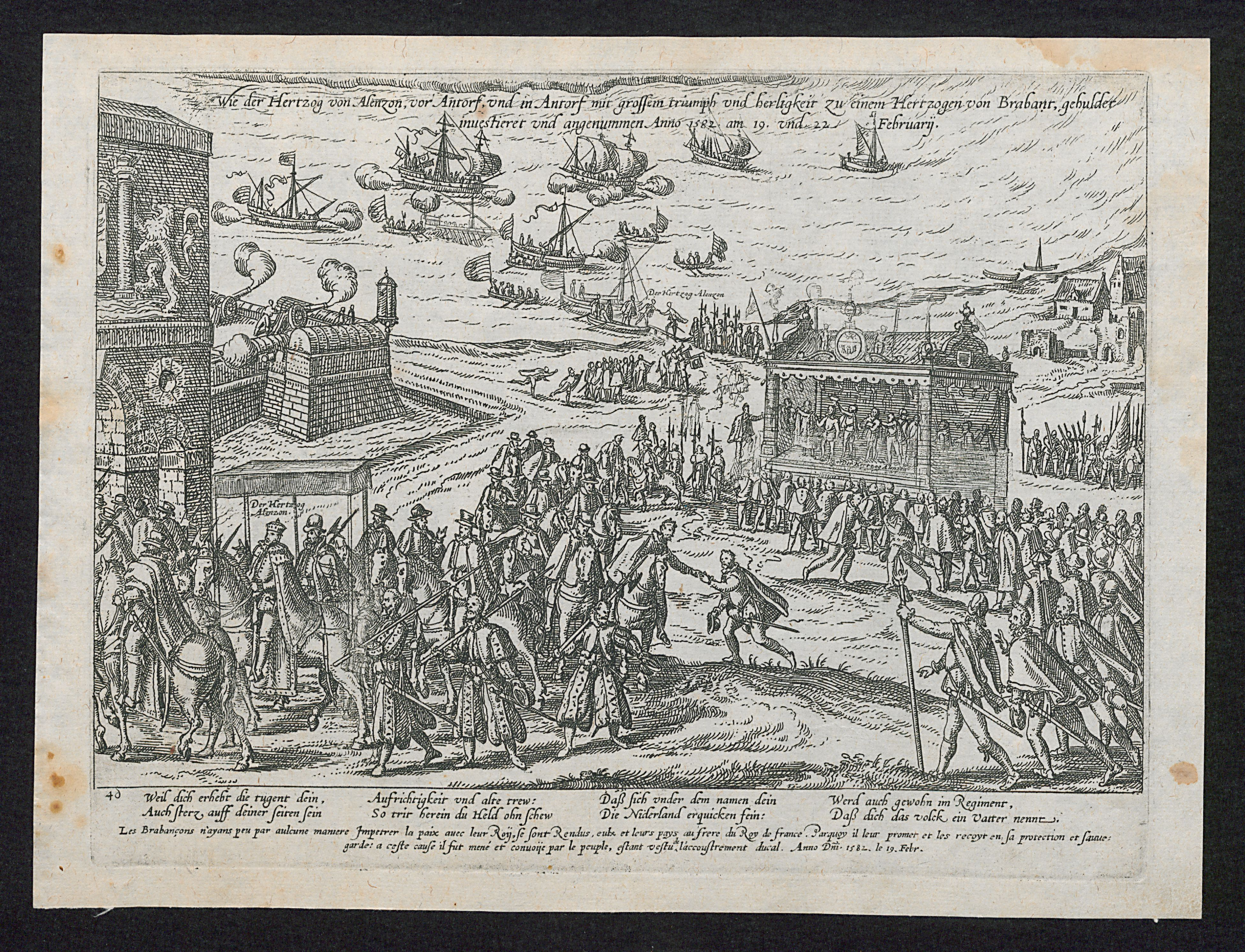
Arrivée de François à Anvers, 19 et 22 février 1582 (Prentenkabinet de l'université d'Anvers).
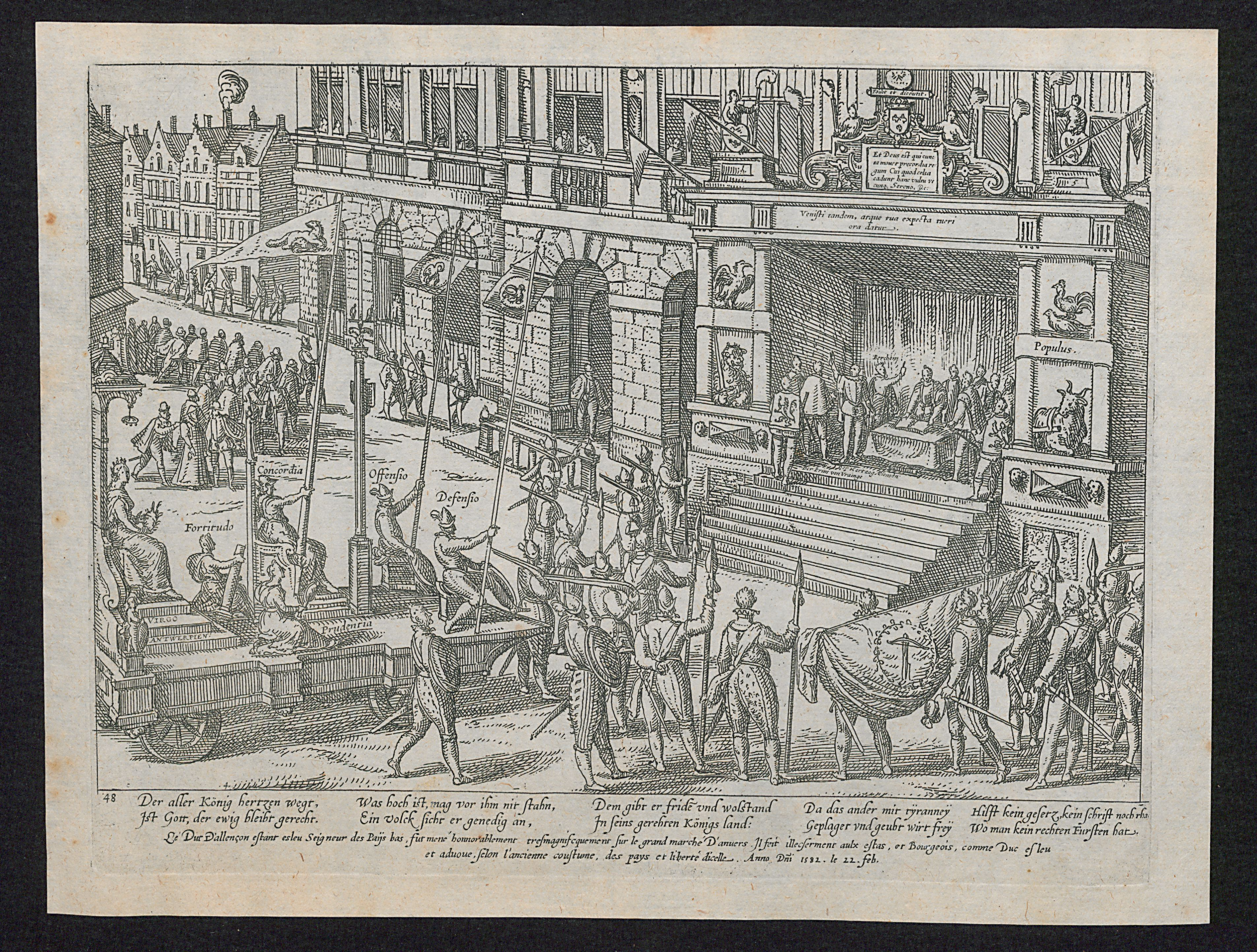
Inauguration de François à Anvers, 22 février 1582 (Prentenkabinet de l'Université d'Anvers).
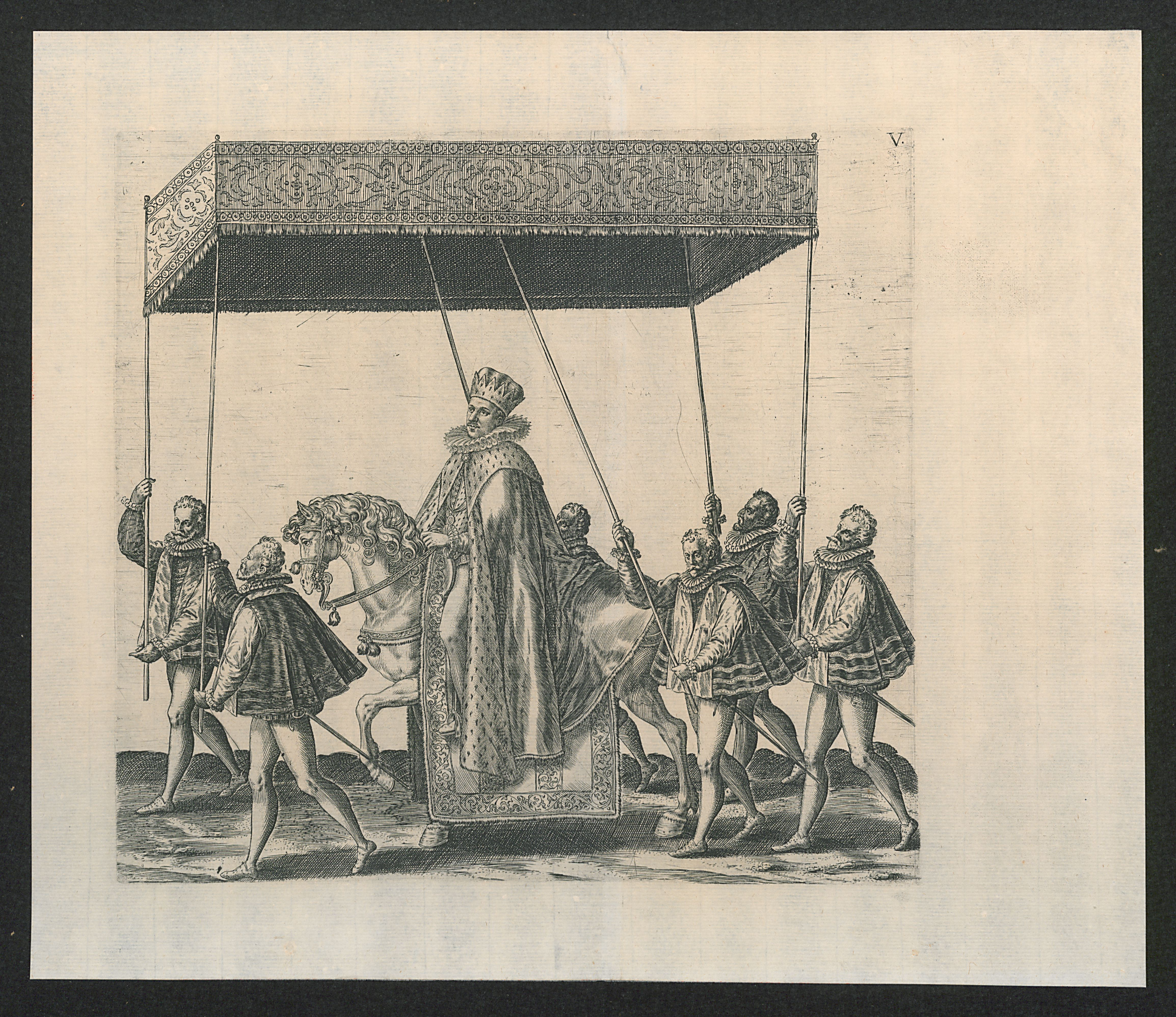
François à cheval pendant la joyeuse entrée en 1582 (Prentenkabinet de l'université d'Anvers).
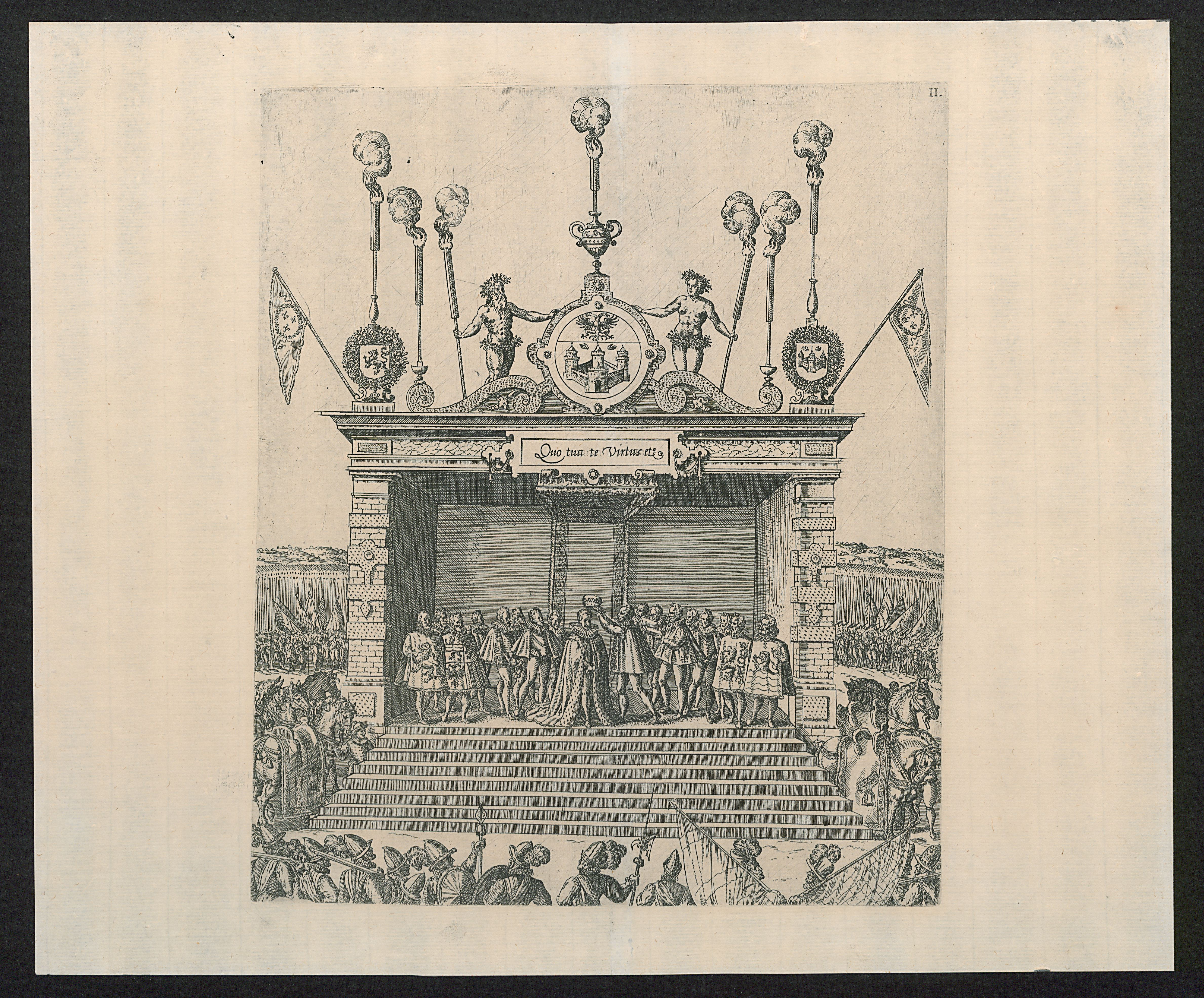
Sacre de François en 1582 (Prentenkabinet de l'université d'Anvers).
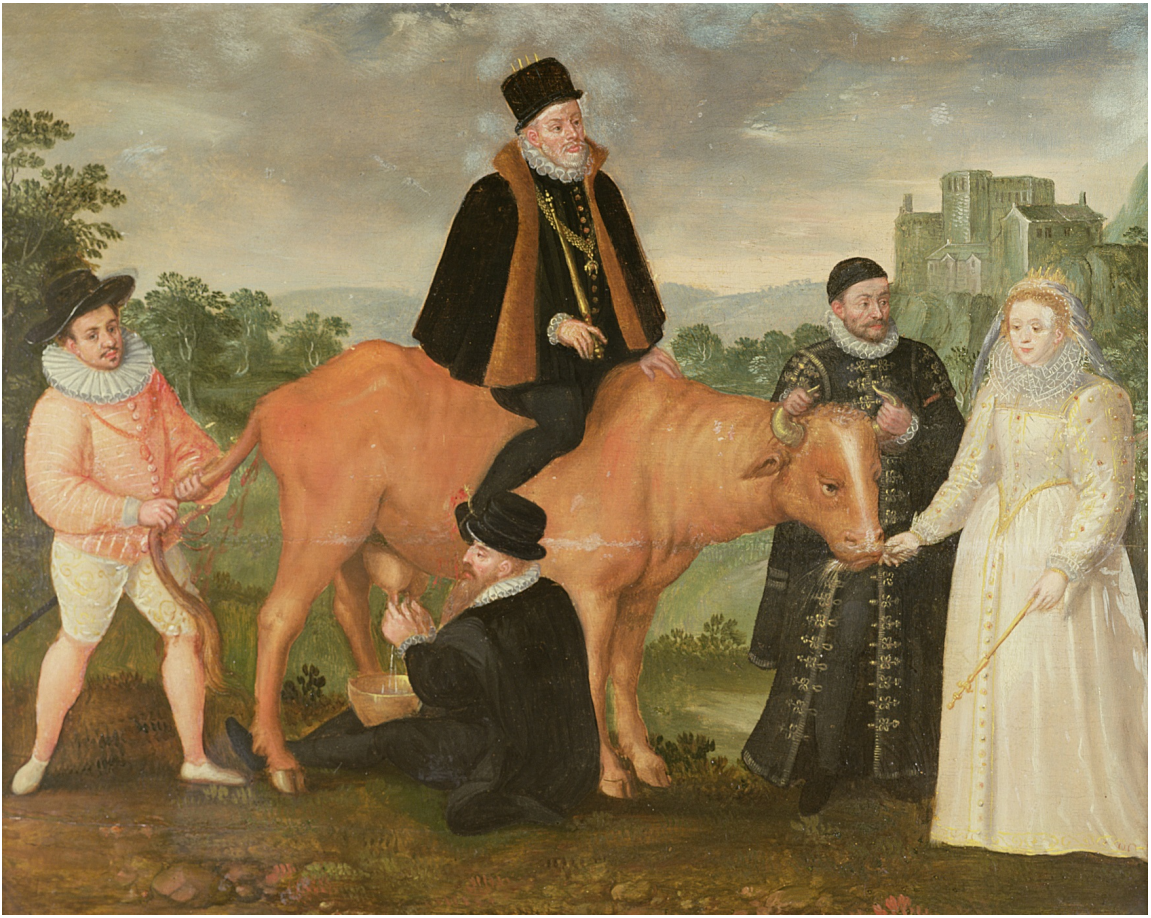
Peinture satirique flamande v. 1586 (Bibliothèque publique de Toronto).

Mais par la suite, les choses vont aller moins bien entre François et ses sujets néerlandais.
Au début de 1583, il commet l'erreur de lancer une attaque contre la ville d'Anvers (18 janvier 1583), au cours de laquelle sont tués environ 1 500 soldats français, et 500 autres sont faits prisonniers, alors que les pertes parmi les habitants sont estimées à un peu plus de 100.
Cet échec ne l'empêche pas de reprendre les négociations avec les provinces des Pays-Bas, mais il meurt de la tuberculose et de la malaria en juin 1584 et il est inhumé en l'église de l'abbaye royale de Saint-Denis.

## François d'Anjou dans la culture populaire

### Littérature

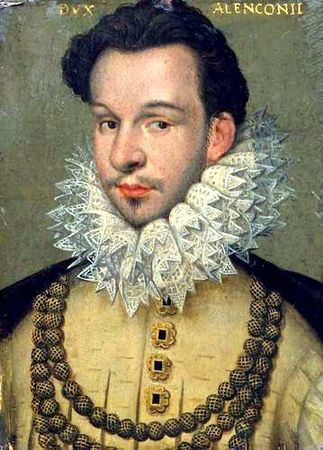
François d'Alençon par Nicholas Hilliard.

- Alexandre Dumas Père,
  - La Reine Margot, 1845
  - La Dame de Monsoreau, 1846
  - Les Quarante-cinq, 1848
- Madame de La Fayette,
  - La Princesse de Montpensier, 1662

### Filmographie
- La Dame de Monsoreau (1971), feuilleton télévisé réalisé par Yannick Andréi d'après l'œuvre d'Alexandre Dumas père. Rôle interprété par Gérard Berner.
- La Reine Margot (1994), film français réalisé par Patrice Chéreau. Rôle interprété par Julien Rassam.
- La Dame de Monsoreau (1998), feuilleton télévisé russe en 26 épisodes réalisé par Vladimir Popkov. Rôle interprété par Kirill Kozakov.
- Elizabeth I (2005), téléfilm en deux parties de Tom Hooper. Rôle interprété par Jérémie Covillault.
- La Dame de Monsoreau (2008), feuilleton télévisé réalisé par Michel Hassan d'après l'œuvre d'Alexandre Dumas père, France 2. Rôle interprété par Frédéric Quiring.